# Innere Stadt (Bern)

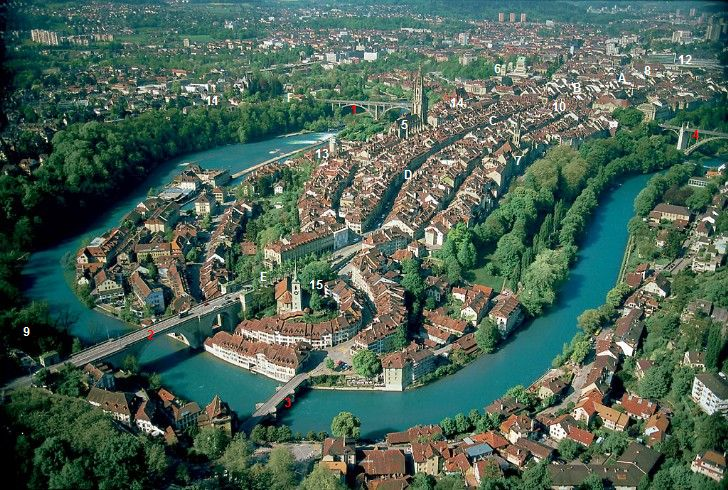
Flugaufnahme der Inneren Stadt innerhalb der Aareschlaufe

Die Innere Stadt, ist der Stadtteil I von sechs Berner Stadtteilen. Die Berner Altstadt stimmt geografisch mit der Inneren Stadt überein.
Im Jahr 2022 betrug die Wohnbevölkerung der Inneren Stadt 4023 Personen, davon 3205 Schweizer und 818 Ausländer.

## Gliederung und Besonderheiten
Sie umfasst fünf statistische Bezirke, die wiederum in drei der 2011 bernweit festgelegten 114 gebräuchlichen Quartieren zusammengefasst werden. In Bern werden nahezu alle abgegrenzten Wohngebiete umgangssprachlich als Quartiere bezeichnet, hier sind im Unterschied zu anderen Stadtteilen die im Namen als «Quartiere» bezeichneten statistischen Bezirke in zwei Fällen sogar grösser als die gebräuchlichen Quartiere, zu  denen sie gehören.
- Schwarzes Quartier, als identisches gebräuchliches Quartier Matte(quartier)
- Weisses Quartier und Grünes Quartier zusammen als gebräuchliches Quartier Untere Altstadt
- Gelbes Quartier und Rotes Quartier zusammen als gebräuchliches Quartier Obere Altstadt

Die Einteilung und Farbbezeichnungen gehen auf das Jahr 1798 zurück, als Napoleons Truppen anlässlich ihrer Einquartierung zur besseren Orientierung die Stadt in verschiedenfarbige Quartiere einteilten, da es noch keine Strassennamen gab bzw. die Soldaten mehrheitlich Analphabeten waren. Deshalb wurden zweisprachige Strassenschilder in entsprechenden Farben angefertigt, und diese Bezeichnungen bzw. Farbgebungen für Schilder halten sich bis heute.

## Geschichte
Im Mittelalter war die Altstadt in vier Quartiere eingeteilt. Dies geschah 1294 anlässlich der Verfassungsreform. Dabei wurden die Märit- und Kreuzgasse als Quartiergrenzen festgelegt. Diese vier Viertel wurden nach den vier Venner-Gesellschaften (Venner-Zünften) benannt, die für ihr Quartier zuständig waren: Pfisternviertel, Schmiedenviertel, Metzgernviertel und Gerwernviertel. Das erste Viertel (Pfisternviertel) lag südlich der Hauptachse und westlich der Kreuzgasse. Das zweite Viertel (Schmiedenviertel) lag nördlich der Hauptachse und westlich der Kreuzgasse. Das dritte Viertel (Metzgernviertel) lag südlich der Hauptachse und östlich der Kreuzgasse. Das vierte Viertel (Gerwernviertel) lag nördlich der Hauptachse und östlich der Kreuzgasse. Es gab zwei Zugehörigkeitsänderungen. Einmal zwischen dem dritten und vierten Viertel. Das Gebiet zwischen Nydeggstalden und der heutigen Nydeggbrücke (und damit der Nydeggkirche) gehörte bis Ende des 15. Jahrhunderts zum vierten Viertel, ab dem 16. Jahrhundert zum dritten Viertel. In der Mitte des 16. Jahrhunderts wurde das Ungleichgewicht der einzelnen Viertel behoben. Dieses war durch das fast ausschliesslich westwärts gerichtete Stadtwachstum erzeugt worden. Deshalb wurde die Grenze zwischen den Quartieren von der Kreuzgasse auf die Achse Schaal- und Münstergasse verlegt. Diese neue Quartierachse bildet zugleich die Grenze zwischen der Obern und Untern Gemeinde, welche zeitgleich ausgeschieden wurde. Mit dieser Unterscheidung wurde auch die Nutzung der Stadtfelder vor den Toren neu geregelt. So waren die östlich gelegenen Stadtfelder nur noch für die Bewohner der unteren Gemeinde und die westlichen Stadtfelder nur noch von der oberen Gemeinde zur Benutzung vorgesehen.
Die heute noch gültige kirchliche Einteilung geht auf das Jahr 1721 zurück. Denn damals wurde das Kirchspiel Bern geteilt. Bis zu diesem Zeitpunkt, war das Berner Münster die einzige Pfarrkirche. Die Nydegg- und die Heiliggeistkirche wurden 1721 zu Pfarrkirchen erhoben. Die Kirchgemeinde Heiliggeist reicht von Obertor bis zum Käfigturm, umfasst also die äussere Neustadt. Die Kirchgemeinde Münster umfasst das Gebiet vom Käfigturm bis zum Beginn der Gerechtigkeitsgasse. Die Kirchgemeinde Nydegg die restliche untere Gemeinde, Stalden mit Altenberg und Schosshalde, Matte und Mattenegg.

## Stadtteilvertretung
Gemäss «Reglement über die politischen Rechte» (RPR) kann ein Verein die Interessen des Stadtteiles gegenüber der Stadt im Rahmen der Quartiermitwirkung vertreten. Aktuell existiert eine solche Vereinigung hier nicht. Dennoch existieren «Vereinigte Altstadtleiste» (VAL), wo fünf verschiedene Altstadtleiste organisiert sind. Die Brunne Zytig erscheint vierteljährlich und wird von den Vereinigten Altstadtleiste herausgegeben.